# Serú Girán
Serú Girán est un groupe de rock argentin, créé en 1978 par le pianiste Charly García, le guitariste David Lebón, le bassiste Pedro Aznar et le batteur Oscar Moro.

## Histoire
Après la séparation du groupe Sui Generis en 1975, le chanteur Charly García crée un autre groupe en 1977, La Máquina de Hacer Pájaros, avec entre autres Oscar Moro, mais le groupe disparaît l'année suivante. Charly García découvre par hasard le bassiste Pedro Aznar dans un bar de Buenos Aires, et le convainc de l'accompagner au Brésil avec David Lebón pour enregistrer un album. Ils sont rejoints par le bassiste du groupe pionnier Los Gatos et du défunt groupe La Máquina de Hacer Pájaros. Ils gravent un album avec le chanteur et guitariste Billy Bond, sous le nom de groupe Billy Bond and the Jets. Le départ de Billy Bond pousse les musiciens à créer leur groupe Serú Girán. Le nom du groupe ne veut rien dire, d'après les paroles d'une langue imaginaire pour la chanson du même titre. Ils mixent leur premier album aux États-Unis, avec les arrangements de Daniel Goldberg. 
C'est avec leur deuxième album, La grasa de las capitales sorti en 1979, que le groupe trouve le succès. Leur album suivant, Bicicleta, traite de la réalité de la dictature militaire en Argentine (1976-1983),. Un quatrième album, Peperina, poursuit leurs innovations, et ses titres sont autorisés à passer à la télévision avec l'assouplissement de la dictature.
En 1982, Pedro Aznar accepte d'entrer dans la formation créée par Pat Metheny, entraînant la fin du groupe. Un album live sort la même année. Le groupe se reforme brièvement en 1992-1993, le temps de produire l'album Serú '92 et de quelques concerts.

## Discographie

### Albums studio
- 1978 : Serú Girán
- 1979 : La grasa de las capitales
- 1980 : Bicicleta
- 1981 : Peperina
- 1992 : Serú '92

### Albums live
- 1982 : No llores por mí, Argentina
- 1993 : En vivo (I y II)
- 2000 : Yo no quiero volverme tan loco [1981]